# Patrice Leconte
Patrice Leconte, född 12 november 1947 i Paris, är en fransk filmregissör, skådespelare, serieskapare och manusförfattare.
Hans mest kända filmer är förmodligen Den fula gubben (1989), Hårfrisörskans make (1990) och Intima främlingar (2004). Han har haft en rad framgångar som sträckt sig genom hela 1990-talet och in på 2000-talet. Hans filmer karaktäriseras av bra historier, nära personskildringar och en hel del humor.

## Filmografi i urval
- 1978 – Les bronzés
- 1979 – Les bronzés font du ski
- 1989 – Den fula gubben
- 1990 – Hårfrisörskans make
- 1993 – Tango
- 1995 – Lumière et compagnie
- 1996 – Löjets skimmer (Ridicule)
- 1998 – En chans på två
- 1999 – Flickan på bron
- 2000 – Änkan från Saint-Pierre
- 2002 – Mannen på tåget
- 2004 – Intima främlingar
- 2006 – Min bäste vän
- 2006 – Les Bronzés 3: amis pour la vie
- 2012 – The Suicide Shop
- 2013 – A Promise
- 2014 – En lugn stund